# Cryptocorynetes elmorei
Cryptocorynetes elmorei är en kräftdjursart som beskrevs av Hazerli, Koenemann, Iliffe 2009. Cryptocorynetes elmorei ingår i släktet Cryptocorynetes och familjen Speleonectidae. Inga underarter finns listade i Catalogue of Life.